# مگورل
شهر مگورل (به رومانیایی: Măgurele) در شهرستان ایلفو در کشور رومانی واقع شده‌است. جمعیت این شهر ۹٬۲۰۰ نفر  است.